# George Palade
George Emil Palade (Iaşi, 19 de novembro de 1912 — Del Mar, 7 de outubro de 2008) foi um biólogo romeno.
Foi agraciado com o Nobel de Fisiologia ou Medicina de 1974, pela descoberta dos ribossomas.